# لاجوس كيس (مجدف)
لاجوس كيس (بالمجرية: Kiss Lajos)‏ هو مجدف مجري، ولد في 6 يونيو 1940 في بودابست في المجر، وتوفي بنفس المكان في 21 يناير 2009.

## وصلات خارجية
- لاجوس كيس على موقع الاتحاد الدولي للتجديف (الإنجليزية)
- لاجوس كيس على موقع أوليمبيديا (الإنجليزية)